# Neochyromera
Neochyromera är ett släkte av skalbaggar. Neochyromera ingår i familjen vivlar.
Kladogram enligt Catalogue of Life:
| Neochyromera | \| \| Neochyromera quadrinotata \| \| \| \| \| \| Neochyromera turbans \| \| \| \| |
|              | \| \| Neochyromera quadrinotata \| \| \| \| \| \| Neochyromera turbans \| \| \| \| |
|              | Neochyromera quadrinotata                                                          |
|              |                                                                                    |
|              | Neochyromera turbans                                                               |
|              |                                                                                    |